# Manuel Gómez Pedraza
Manuel Gómez Pedraza (22 tháng 4 năm 1789 - 14 tháng 5 năm 1851) là một tướng và tổng thống México của nước ông từ năm 1832 đến 1833.

## Tiểu sử
Sinh ra trong tầng lớp trung lưu thượng, Gómez Pedraza học tại thời Grito de Dolores từ Tây Ban Nha vào năm 1810. Ông gia nhập quân đội hoàng gia dưới thời tướng Félix María Calleja del Rey và trở thành một trung uý. Ông đã chiến đấu với quân nổi dậy người Mexico trong Chiến tranh Độc lập và đóng góp vào việc chiếm giữ José María Morelos. Ông là một phó của New Tây Ban Nha cho Quốc hội Tây Ban Nha (Cortes Generales) năm 1820. Năm 1821, sau khi chính quyền trung gian thất thủ, ông gia nhập với Agustín de Iturbide, người đã trở thành một người bạn cá nhân. Iturbide làm cho anh ta chỉ huy của quân đội Mexico City. Trong thời kỳ Đế chế Mexico đầu tiên dưới thời Iturbide (1821-1823), Gómez là một người chống liên bang, nhưng sau sự sụp đổ của Iturbide, ông chuyển sang chủ nghĩa liên bang.
Năm 1824, ông là thống đốc và chỉ huy quân đội của Puebla. Năm 1825, Tổng thống Guadalupe Victoria đã làm cho ông ta trở thành bộ trưởng chiến tranh và hải quân. Ông từng là bộ trưởng nội vụ và đối ngoại trong nội các của Victoria. Ông thành lập một đảng chính trị với một thành viên đa dạng. Điều này đã trở thành Partido Moderado (Đảng Trung).
Ông là ứng cử viên tổng thống của nền cộng hòa năm 1828 chống lại Vicente Guerrero và thực sự thắng cuộc bầu cử. Tuy nhiên, ngày 3 tháng 12 năm 1828, dưới sự đe dọa quân sự (Cung điện Quốc gia đã bị bắn phá) bởi những kẻ thù của ông, kể cả Antonio López de Santa Anna, ông đã từ bỏ chiến thắng và rời khỏi đất nước. Cuộc bầu cử đã bị bãi bỏ, và theo Kế hoạch de Perote, Vicente Guerrero đảm nhiệm chức vụ tổng thống.
Ông trở lại Veracruz vào tháng 10 năm 1830 tại Bordeaux, Pháp, nhưng ngay lập tức bị các kẻ thù của ông đưa đi lưu vong. Sau đó ông ta đi đến New Orleans, nơi ông đã xuất bản một tuyên ngôn chống lại chính phủ của Anastasio Bustamante.